# 粘葉装
粘葉装（でっちょうそう）とは、書籍の装丁の一種。胡蝶装（こちょうそう）ともいう。

## 解説
粘葉装は二つ折りにした紙の山の部分に細く糊をつけ、それを綴じ代として重ね貼り合わせることにより本の形にし、その上にさらに表紙を糊でつけたものである。この装丁は本を開いたときに紙が平らに開き切るところと開き切らないところが交互に現れることになる。これが胡蝶装とも呼ばれるのは、開き切らないページがあたかも蝶が羽を広げて止まっているかに見えることによるという。また本来は胡蝶装という名称であり、粘葉装というのは江戸時代の学者藤原貞許が言い始めたことであるともいわれる。
もと唐の時代に始まり宋や元の時代にわたって用いられた装丁であり、それが平安時代初めのころ日本に伝わったものである。中国大陸では薄い紙に本文を木版で印刷して裏側はそのまま白紙とし、印刷した側を二つに谷折りにして裏の綴じ側に細く糊をつけ製本した。すると上で述べた開き切るところに本文、開き切らないところに何も書かれていない白紙の裏側が交互に出ることになる。しかし日本では本文の用紙に雁皮や三椏などを材料とした厚手の紙を多く使い、紙の裏側にも本文を記した。すなわち紙の両面に文字を記したので、白紙となるところがなかった。
この装丁は古くは仏書や辞書、また和歌集など分野の隔てなく使われた。しかし綴じ代の糊が効かなくなると本紙がばらばらになり本の体裁をなさなくなってしまうこと、また糊が紙魚のよい餌となり、綴じる側が食われてぼろぼろになるなどの欠点があった。それにより粘葉装は時代が下るにつれて次第に使われなくなり、かわりに粘葉装に比べれば糊の使用量の少ない袋綴じが多く用いられるようになった。粘葉装の宋代の版本も袋綴じに改装され、当初の装丁のままのものは現存しないとされる。

## 名称の混乱
粘葉装は上でも述べたように「胡蝶装」ともいうが、古くはこの「胡蝶装」を粘葉装とは違う装丁であると解説したことがあった。それは糸を以って綴じる「列帖装」のことであるとしたのである。その混乱は幕末から明治にかけての時期に始まっており、それがかなりのちまで受け継がれていた。しかし、明代の方以智の辞書『通雅』には「粘葉、蝴蝶装也」とあり、「粘」は「糊」と意味は同じく、この装丁が糊を使うものであることは明らかで、「胡蝶装」を「列帖装」に同じとするのは誤りである。ゆえに諸文献において古写本の装丁が「胡蝶装」とあっても、その実態は「列帖装」である場合があるので注意を要する。